# Peter Nusser

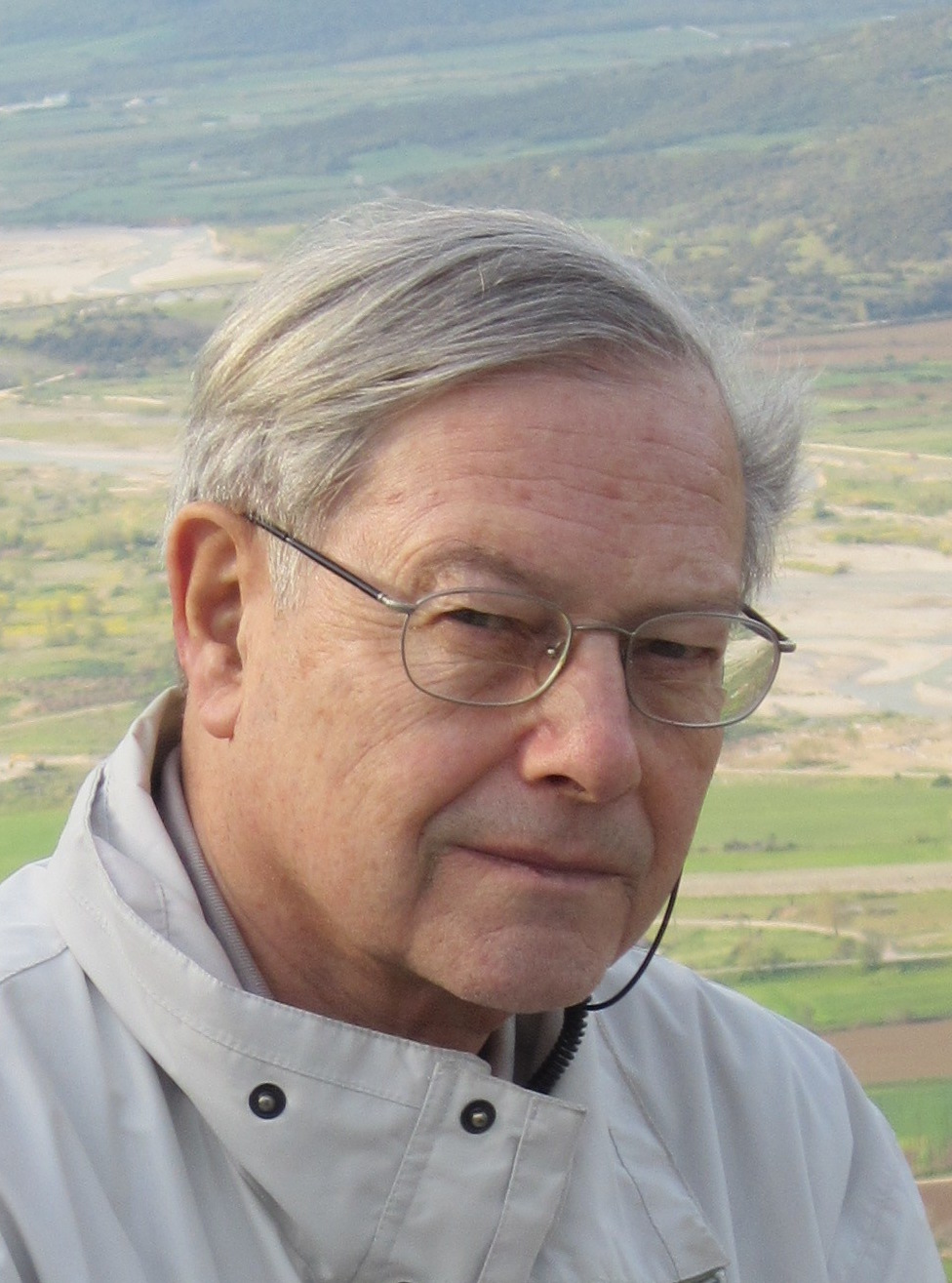
Peter Nusser, 2014

Peter Nusser (* 22. Oktober 1936 in Berlin) ist ein deutscher Literaturwissenschaftler und emeritierter Professor für Deutsche Philologie an der Freien Universität Berlin.

## Leben
Nusser studierte Ältere und Neuere deutsche Literatur, Geschichte, Erziehungswissenschaften und Philosophie an der Freien Universität Berlin und an den Universitäten in Basel und Göttingen. 1961 absolvierte er das Erste Staatsexamen in Berlin. Er war Wissenschaftlicher Assistent bei Walther Killy. Nach der von der Studienstiftung unterstützten Promotion 1963 bei Walther Killy und Peter Szondi in Göttingen wurde er Lektor des DAAD und Assistant Professor am College of Wooster, Ohio, USA. 1964 übernahm er die Leitung der Sommerschule des Colleges in Wien. Von 1965 bis 1967 war er Referendar in Berlin und absolvierte das Assessorexamen. Danach war er Wissenschaftlicher Assistent für Erziehungswissenschaften (Schwerpunkt: Schulpädagogik) an der FU Berlin.
1969 folgte er dem Ruf auf die Dozentur für Deutsche Philologie und ihre Didaktik an der Pädagogischen Hochschule Berlin. 1971 wurde er zum Professor ernannt. Von 1980 bis 2000 war er Professor für Neuere deutsche Literatur an der FU Berlin.
Seine Forschungsschwerpunkte waren Literaturtheorie, Literatursoziologie, Literatur des 19. und 20. Jahrhunderts, populäre Lesestoffe und Literaturdidaktik. Er hielt Gastvorträge an deutschen und nordamerikanischen Universitäten (u. a. in Toronto, Orlando, Vancouver). In der Lehrtätigkeit konzentrierte er sich auf die Zielsetzungen der Lehramtsstudenten.

## Veröffentlichungen
- Musils Romantheorie. Mouton, Den Haag 1967. Zugleich Dissertation Göttingen 1963.
- Romane für die Unterschicht.' Groschenhefte und ihre Leser. Metzler, Stuttgart 1973; weitere Auflage 1981, ISBN 3-476-00265-9.
- Massenpresse, Anzeigenwerbung, Heftromane. 2 Bände. 1976.
- Der Kriminalroman. 1980; 4. Auflage. Metzler, Stuttgart 2009, ISBN 3-476-10191-6.
- Trivialliteratur. Metzler, Stuttgart 1991, ISBN 3-476-10262-9.
- Unterhaltung und Aufklärung. Studien zur Theorie, Geschichte und Didaktik der populären Lesestoffe. Lang, Frankfurt/M. 2000, ISBN 3-631-36887-9.
- Deutsche Literatur im Mittelalter. Lebensformen, Wertvorstellungen und literarische Entwicklungen. Kröner, Stuttgart 1992, ISBN 3-520-48001-8.
- Deutsche Literatur von 1500 bis 1800. Lebensformen, Wertvorstellungen und literarische Entwicklungen. Kröner, Stuttgart 2002, ISBN 3-520-48101-4.
- Deutsche Literatur. Eine Sozial- und Kulturgeschichte. Vom Mittelalter bis zur Frühen Neuzeit (Band I); Vom Barock bis zur Gegenwart (Band II). Wissenschaftliche Buchgesellschaft, Darmstadt 2012, ISBN 978-3-534-25451-4.

## Herausgebertätigkeit
- Anzeigenwerbung. Fink, München 1975, ISBN 3-7705-1224-3.
- Massenpresse, Anzeigenwerbung, Heftromane, 2 Bände. Metzler, Stuttgart 1976, ISBN 3-476-20076-0.
- Didaktik der Trivialliteratur. Metzler, Stuttgart 1976, ISBN 3-476-30045-5.
- Schwarzer Humor. Reclam, Stuttgart 1987, ISBN 3-15-009599-9.
- Science Fiction. Reclam, Stuttgart 1989, ISBN 3-15-015015-9.

## Übersetzung
- Margaret Avison: Weatherings/Verwitterungen. Gedichte. Zusammen mit Heinz Wetzel. aphaia Verlag, Berlin 2007, ISBN 978-3-926677-67-9.